# أليساندرو دال كانتو
اليساندرو دال كانتو (مواليد 10 مارس 1975) هو مدرب كرة قدم إيطالي ولاعب سابق لعب كمدافع.

## مسيرته الكروية
بدأ دال كانتو مسيرته الاحترافية مع يوفنتوس، حيث لعب معه ثلاث مباريات في الدوري الإيطالي.
انضم بعدها إلى فيتشنزا من دوري الدرجة الثانية، حيث لعب ما مجموعه 35 مباراة. ثم انتقل بعد ذلك إلى نادي تورينو لفترة قصيرة، حيث لعب 16 مباراة في الدرجة الأولى قبل أن يعود إلى فيتشنزا، ثم ينتقل إلى فينيزيا حيث قضى ثلاثة مواسم رائعة.
بعد فترة قصيرة مع بولونيا، عاد دال كانتو مرة أخرى إلى فيتشنزا، حيث أتيحت له الفرصة أيضًا للعب على المستوى الأوروبي.
كان المدافع من أوائل الإيطاليين الذين لعبوا في أوروبا الشرقية وتحديداً في روسيا مع أورالان إليستا عام 2003. تبع ذلك عودة رابعة وأخيرة في فيتشنزا، مع 11 مباراة.

## مسيرته التدريبية
بعد إعتزاله لعب كرة قدم، تولى دال كانتو المسؤولية في بادوفا، ليصبح مدرب النادي الجديد للشباب تحت 19 عامًا. في 15 مارس 2011، تم تعيين دال كانتو مدربًا مؤقتًا لبادوفا، بعد إقالة المدرب أليساندرو كالوري. في أول مباراة له مع الفريق الأول، قاد بادوفا لتحقيق أول فوز خارج أرضه هذا الموسم ، متغلبًا على بيسكارا 2-0. أكد رئيس النادي مارشيلو سيستارو تعيينه كمدرب لبادوفا حتى نهاية الموسم المقبل 2011-12.
ثم عمل كمدرب لفريق فينيسيا في الدرجة الثالثة الإيطالية.
في 13 يونيو 2018، تم تعيينه مدربًا جديدًا لنادي أريتسو.
في 4 يوليو 2019 ، وقع دال كانتو مع نادي سيينا.
بعد إفلاس سيينا، تم تعيينه في 16 سبتمبر 2020 من قبل نادي ليفورنو الذي هبط حديثًا إلى الدرجة الثالثة.
بدأ دال كانتو موسم 2021–22 من دوري الدرجة الثالثة بقيادة فيتربيسي، ولكن تمت إقالته في 4 أكتوبر 2021 بعد سبع مباريات في منصبه. أعيد تعيينه كمدرب فيتربيسي في 6 مارس 2022.

## روابط خارجية
- الملف الشخصي Gazzetta